# Regione di Amazonas
La Regione di Amazonas è una Regione del Perù di 379 384 abitanti, che ha come capoluogo Chachapoyas.

## Geografia antropica

### Suddivisioni amministrative
La regione è suddivisa in sette province che sono composte di 83 distretti. Le province, con i relativi capoluoghi tra parentesi, sono:
- Bagua (Bagua)
- Bongará (Jumbilla)
- Chachapoyas (Chachapoyas)
- Condorcanqui (Santa María de Nieva)
- Luya (Lamud)
- Rodríguez de Mendoza (Mendoza)
- Utcubamba (Bagua Grande)